# نرم‌کننده مو

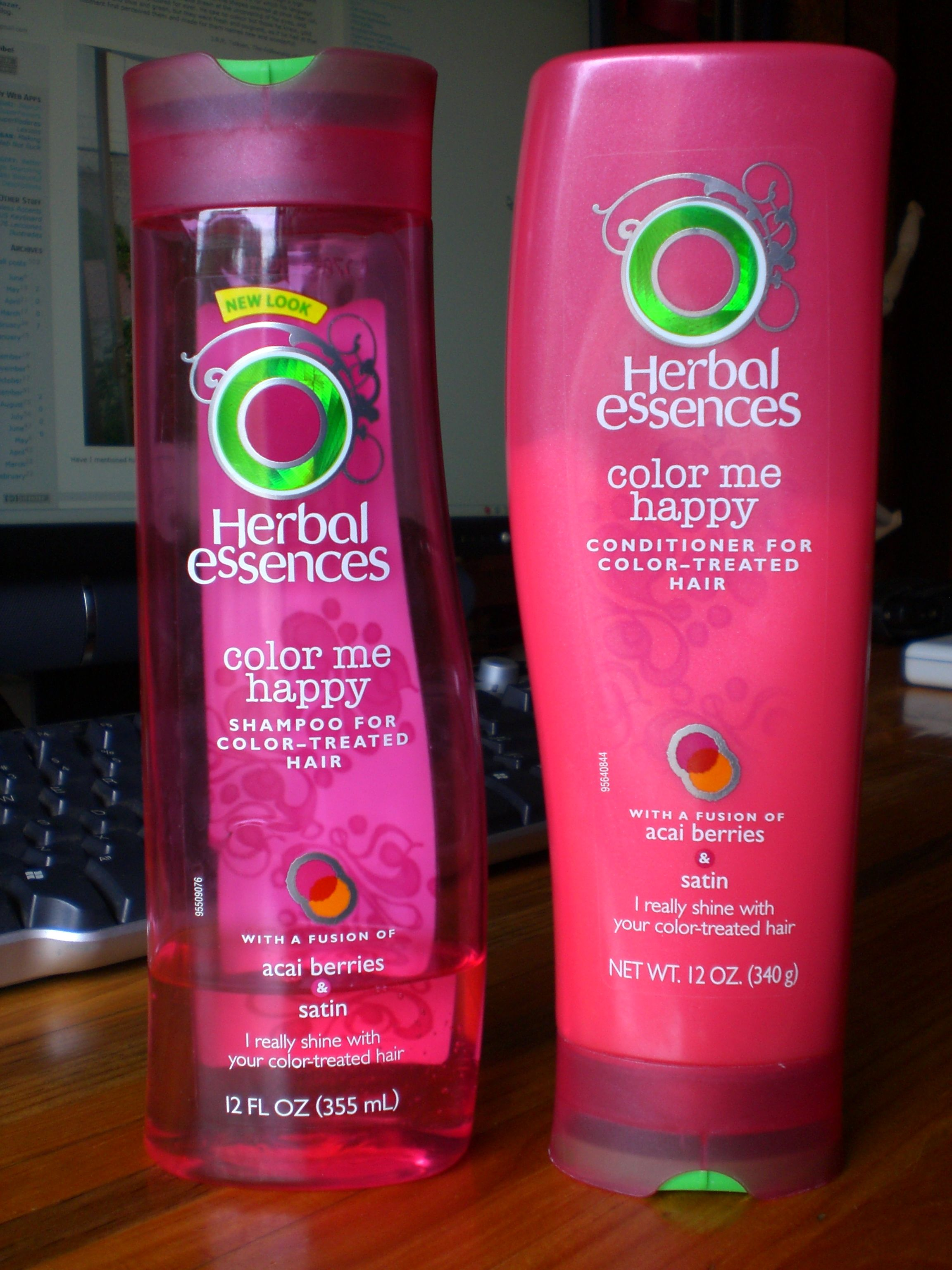
یک بطری مدرن نرم‌کننده مو از برند Clairol (سمت راست)

نرم‌کننده مو (انگلیسی: Hair conditioner) یک محصول آرایشی مراقبت از مو است که برای بهبود حس، بافت، ظاهر و حالت پذیری مو استفاده می‌شود. هدف اصلی آن کاهش اصطکاک بین تارهای مو است تا امکان برس زدن یا شانه کردن نرم‌تر را فراهم کند که در غیر این صورت ممکن است باعث آسیب به پوست سر شود. فواید مختلف دیگری مانند ترمیم و تقویت مو یا کاهش دو شاخه شدن مو اغلب در معرفی نرم‌کننده‌های مو تبلیغ می‌شود.
نرم‌کننده‌ها در طیف گسترده‌ای از اشکال از جمله مایعات چسبناک، ژل‌ها، کرم‌ها، لوسیون‌ها و اسپری‌های نازک‌تر موجود هستند. نرم‌کننده مو معمولاً بعد از شستن مو با شامپو استفاده می‌شود به این صورت که روی موها اعمال می‌شود و ممکن است مدت کوتاهی بعد، آبکشی شود یا داخل مو بماند.